# Radio Paradise
 (5 octobre 2016).

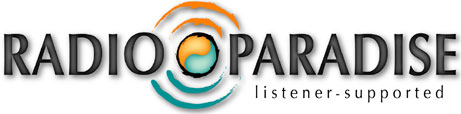
Logo de Radio Paradise dessiné par Melissa Shown.

Radio Paradise est une webradio (depuis le 1er février 2000) sans publicité située en Californie aux États-Unis d'Amérique. 

## Description
Radio Paradise, est une radio pionnière dans le monde des radios internet. Sa programmation n'est pas limitée à un genre spécifique, elle représente une grande variété de style: pop et rock, mais aussi du jazz, du classique ou encore de l'électronique ainsi que des musiques du monde. Tous les styles sont mixés. Radio Paradise est une entreprise à but lucratif. Plutôt que de vendre leurs services ou vendre de la publicité, la rémunération de l'entreprise se fait grâce à des dons volontaires de ses auditeurs et des ventes de marchandises siglées RP par le biais de leur site internet et de leur boutique en ligne. 
Radio Paradise est une station de radio Internet sans support ni annonces publicitaires soutenue par ses auditeurs et qui a contribué à redéfinir la station de radio pour l'ère Internet. [1] Elle est connue pour ses flux audio de haute qualité et ses listes de lecture organisées. [2] La station est basée aux États-Unis mais a une audience internationale significative, [3] avec beaucoup de chansons de toutes origines, ainsi que des annonces de bienvenue en plusieurs langues. La station est connue sous le nom de « RP ».

## Programmation
À partir de 2020, RP propose quatre listes de lecture organisées: Rock Mix, mettant l'accent sur le rock moderne et classique; World / Éclectique Mix, mettant l'accent sur la musique mondiale et électronique; Mellow Mix, mettant l'accent sur les chansons avec un ton plus relaxant; et Main Mix, combinant les trois. On y entend parfois aussi un peu de jazz et de musique classique. Des informations détaillées sur les listes de lecture sont disponibles sur le site Web, mais elles ne peuvent être écoutées qu'en direct sur le flux. Les commentaires de DJ sont limités, avec des sets qui peuvent durer des heures sans interruption.

## Histoire
La station a été lancée en février 2000 par Bill Goldsmith et son épouse Rebecca Goldsmith. Elle était à l'origine exploitée depuis leur domicile de Paradise, en Californie, d'où la station tire son nom. La station a déménagé en 2016 dans la vallée de Borrego (à l'est de San Diego, Californie) avant que la ville de Paradise ne soit en grande partie détruite par un incendie de forêt massif "Campfire" en novembre 2018. 
Bill a été disc jockey dans diverses stations (dont KPIG, KFAT, KLRB, WCAS et KPOI) depuis 1971, et a également été directeur de station de radio et ingénieur radio et télévision. En août 1995, Bill Goldsmith a inauguré le premier webcast à plein temps au monde à KPIG en utilisant le logiciel Xing Streamworks.
Radio Paradise a été présenté dans un article du magazine TIME du 11 avril 2004 intitulé "The Revolution In Radio".  
En avril 2006, RP a présenté la carte du monde des auditeurs, indiquant le nombre et l'emplacement des auditeurs à travers le monde, actuellement situés sous Aide + Info / Info membres.  
En juin 2006, Radio Paradise a commencé les essais d'Octoshape pour son flux MP3 à 192 kbit / s. En septembre 2006, la station a lancé un flux AAC à 128 kbit / s. En 2012, RP a lancé un flux AAC à 320 kbp / s et propose désormais également le streaming sans perte (FLAC).

## Menace d'augmentation des taux de redevance en 2007
Le 6 mars 2007, le Copyright Royalty Board aux Etats-Unis a augmenté les taux de redevances, ce qui aurait multiplié par dix les redevances de la station. Bill Goldsmith a parlé de cela comme d'une menace sérieuse pour la station et a exhorté ses auditeurs à signer une pétition en ligne pour sauver la station. Lors de négociations ultérieures, des taux de redevances plus modérés ont été établis, ce qui a permis à Radio Paradise et à d'autres stations de radio Internet de poursuivre leurs activités. 

## Formats proposés
Les flux RP sont disponibles dans plusieurs formats, notamment MP3, Ogg Vorbis, AAC-LC (AAC), HE-AAC (AAC +), HE-AAC v2 (AAC ++ ou eAAC +), WMA et RealAudio avec des débits allant jusqu'à 320 kbit/s, ainsi que des FLAC compressés sans perte à 1411 kbit/s. Les flux sont accessibles via iTunes d'Apple, le service de streaming TuneIn, la liste de lecture "Cool Streams" intégrée à Amarok Media Player, le service Radio Roku, le système audio Logitech Squeezebox, les applications iOS et Android pour téléphones mobiles, et bien d'autres dispositifs. 
Le site Web et les systèmes de diffusion utilisent Linux et des composants logiciels open-source personnalisés pour la plupart de ses sections, un système conçu par Bill Goldsmith initialement pour le système de diffusion de KPIG. [13] [14] Ils utilisent également PHP et BBCode.
Ces flux sont disponibles dans différents débits. 
- MP3
- OGG
- HE-AAC (AAC +),
- WMA
- RealAudio
- Flac

La radio peut être écoutée via différents services:
- le service Apple iTunes dans la section Radio
- Le service SHOUTcast (Service Winamp)
- le site web de SHOUTcast.
- La station se trouve aussi dans la section « Cool Stream » dans le lecteur médias Amarok Media Player

Mobilité
Il est possible également de charger sur les applications smartphone une mémoire tampon de plusieurs listes de diffusion jusqu'à 320 minutes par liste, selon la mémoire disponible sur l'appareil. Cette fonctionnalité permet une continuité de l'écoute en cas d'absence ou de perte de réseau.
Il est également possible d'accompagner l'audition d'un diaporama en boucle de photos libres de droits fournies par les auditeurs et chargées sur le site.  Les merveilles de la nature en sont le thème principal.

## Popularité
Elle est toujours une des webradios les plus populaires dans le service Roku[réf. incomplète]. Elle est citée dans Time. Le nombre record d'auditeurs simultanés (en janvier 2006) est de plus de 10 000.

## Communauté
La station a une communauté en ligne animée via ses commentaires de chansons, ses forums, ses journaux, sa section de commentaires et ses concours sur le site Web. Radio Paradise compte plus de 135.000 membres inscrits et des centaines de milliers d'auditeurs de toutes les régions du monde. En 2019, la discothèque active comptait plus de 16 000 titres et la taille totale de la bibliothèque est de plus d'un million de titres. [4] Le site Web permet aux utilisateurs de noter et de commenter les chansons récemment jouées, et dispose d'un canal de révision d'auditeurs, composé de chansons téléchargées par les auditeurs pour être prises en compte pour la diffusion. Les lecteurs tamponnent le flux à l'avance, ce qui permet aux utilisateurs de sauter des pistes individuelles. Les lecteurs fournissent des informations détaillées sur l'artiste en cours de lecture, y compris les données de la page Wikipédia de l'artiste, la couverture de l'album, les paroles, la distribution des évaluations des utilisateurs et une liste déroulante de commentaires d'utilisateurs souvent colorés, parfois agrémentés de vidéos. ] [7] [8] [9] En juin 2020, le titre avec la cote d'auditeur la plus élevée de tous les temps était "Wish You Were Here" de Pink Floyd. [10] Les dix groupes les plus fréquemment joués étaient Radiohead, The Beatles, R.E.M., U2, The Shins, Beck, Calexico, Porcupine Tree, The Rolling Stones et Peter Gabriel. [11]
Une communauté forte de 30 000 utilisateurs anime le forum, la section commentaire et les concours proposés par le site. La communauté vient du monde entier, et grandit de jour en jour. 

## Interactivité
Le site offre à ses auditeurs la possibilité de noter et commenter la programmation de la radio. Ils peuvent aussi s'exprimer sur la qualité du Listener Review Channel qui se compose de chansons envoyées par les auditeurs et soumises à vote avant incorporation éventuelle dans la liste de diffusion. 

## Technologie
Le site a été créé à l'aide de logiciels open source, utilisant les technologies tel que le PHP, le BBCode, PostgreSQL,,,,.